# Marek Slavík
Marek Slavík (* 4. ledna 2003 Litvínov) je český lední hokejista hrající na postu útočníka.

## Život
S ledním hokejem začínal ve svém rodném městě, kde nastupoval za místní „Chemiky“. Strávil zde i svá mládežnická a juniorská léta. Za litvínovský výběr mužů prvně nastoupil během sezóny 2020/2021. Následující ročník (2021/2022) odehrál za juniorský výběr litvínovského celku a dále stihl také další tři zápasy za jeho mužský výběr. I sezónu 2022/2023 nastupoval za litvínovské juniory, mezi nimiž se od ročníku 2005/2006 stal prvním hráčem z Litvínova, který vyhrál kanadské bodování, nicméně dalším mužstvům vypomáhal v rámci hostování, a tak se během ročníku objevil na dvě utkání mezi muži pražské Slavie, na jedno u Mosteckých lvů a na další dvě v Sokolově. Pro sezónu 2023/2024 sice patří do kádru mužů litvínovské Vervy, nicméně v rámci hostování nastupuje za Slavii Praha, za kterou 28. října 2023 v zápase s Porubou (1:3) vstřelil svou soutěžní první branku v tomto celku.